# عصفور البحر
عصفور البحر (بالإنجليزية: Ammospiza maritima)‏ وهو نوع من العصافير الأمريكية.

## الوصف
الأجزاء العلوية للعصافير البالغة تحتوي على لون بني مع لون رمادي على التاج والقفا، وصدر رمادي اللون مع خطوط داكنة؛ ووجه داكن مع خدود رمادية، ورقبة بيضاء، وذيل قصير مدبب. بالإضافة الى خط أصفر صغير فوق العين مباشرة، ويبلغ متوسط عمر عصفور الشاطئ من 8 إلى 9 سنوات كحد أقصى. وكان اعلى عمر مسجل لعصفور شاطئ البحر لذكر كان عمره 10 سنوات على الأقل عندما تم إعادة اصطيادها وإعادة إطلاقها أثناء عمليات تحديد النطاقات في ولاية كارولينا الجنوبية. 
مواطن تكاثره هي المستنقعات المالحة على سواحل المحيط الأطلسي والخليج في الولايات المتحدة من جنوب نيو هامبشاير إلى جنوب تكساس، والعش عبارة عن كأس مفتوح يتم وضعه وبناؤه عادةً في المستنقعات المالحة على قصب المد والجزر وأعشاب عشب الحبل. تهاجر الطيور الشمالية في أغلب الأحيان إلى الجنوب على طول الساحل الشرقي للولايات المتحدة. يبحثون عن طعامهم على الأرض أو في نباتات المستنقعات، وفي بعض الأحيان يبحثون في الطين. يتغذون بشكل أساسي على الحشرات واللافقاريات البحرية والبذور.

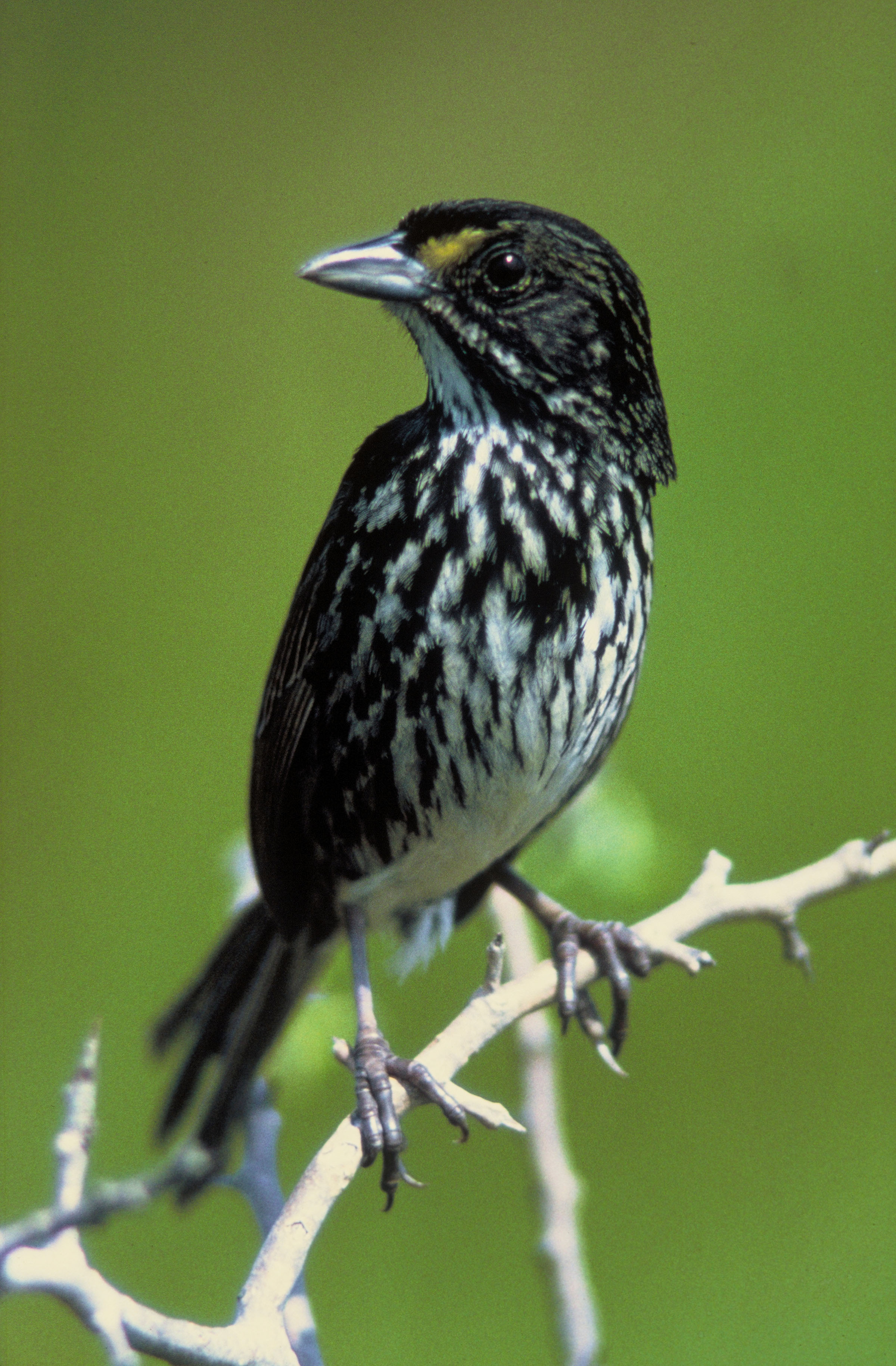
عصفور البحر الداكن المنقرض مؤخرًا (A. m. nigrescens)

## روابط خارجية
- "وسائط عن Seaside sparrow". إنترنت بيرد كوليكشن.
- Stamps[usurped] (for the United States) with a range map at bird-stamps.org
- معرض الصور عن Seaside sparrow على فيريو (جامعة دركسل)

- Dusky seaside sparrow bird sound at the Florida Museum of Natural History
- Cape Sable seaside sparrow bird sound at the Florida Museum of Natural History
- "Ecological and Genetic Diversity in the Seaside Sparrow" (pdf, 0.95 Mb)
- خريطة تفاعلية لنطاق انتشار عصفور البحر على IUCN Red List maps